# Yaginumaella strandi
Yaginumaella strandi is een spinnensoort uit de familie springspinnen (Salticidae). De soort komt voor in Bhutan.